# Tamara Mkheidze
Tamara Severyanovna Mkheidze (géorgien : თამარ მხეიძე), née le 22 décembre 1915 à Kutaisi dans l'empire russe et morte le 11 avril 2007 à Tbilissi, est une arachnologue géorgienne. Première arachnologue native de la région du Caucase, pionnière dans son pays, ses recherches enrichissent la connaissance de la région à travers la description d'une quarantaine de nouvelles espèces.

## Biographie
Tamara Mkheidze grandit à Kutaisi, d'un père enseignant et d'une mère au foyer. En 1931, elle entre à l'Université d'État de Tbilissi pour étudier la zoologie. Elle y rencontre l'arachnologue russe Dmitry Kharitonov (en), ce qui marque le début de son intérêt pour l'arachnologie. Elle travaille d'abord comme assistante de laboratoire dans le section des invertébrés, soutient sa thèse en 1943 sur la l'arachnofaune de Géorgie et devient en 1949 maîtresse de conférence. En 1990, elle travaille en majorité sur les araignées, notamment les troglodytes. Dans un contexte où l'arachnofaune de la région a été étudiée par les russes, Tamara Mkheidze en étudiant ce groupe devient la première arachnologue native de la région du Caucase.

## Travaux
Ses principales recherches portent sur l'arachnofaune de sa Géorgie natale, une région où l'endémisme est d'environ 20% à 100% suivant les groupes d'araignées. Elle ajoute 226 araignées pour la liste des arachnides du pays sur les 500 connues à son décès, une centaine dans la région et une diazine en Russie. Dans ses plus de trente publications, elle décrit une quarantaine de nouvelles espèces d'araignées et d'opilions. Le travail est compliqué par l'isolement du pays et les faiblesses de la documentation scientifique sur la zone. Inversement, durant l'URSS, les scientifiques n'ont accès ni à ses publications ni aux spécimens qu'elle a collecté. Plusieurs de ses descriptions sont donc aujourd'hui des synonymies. Après le décès de son mari, le limnologiste Lavrosi Kutubidze qui l'aidait à rédiger ses publications et à composer en russe scientifique ses découvertes, sa production scientifique diminue et elle co-rédige ses articles. Elle publie l'ouvrage de référence sur l'arachnofaune de Géorgie en 1997.

## Archives
La collection de Tamara Mkheidze est conservée à l'Université d'État de Tbilissi.

## Quelques taxons décrits
- Pardosa alasaniensis Mkheidze, 1997

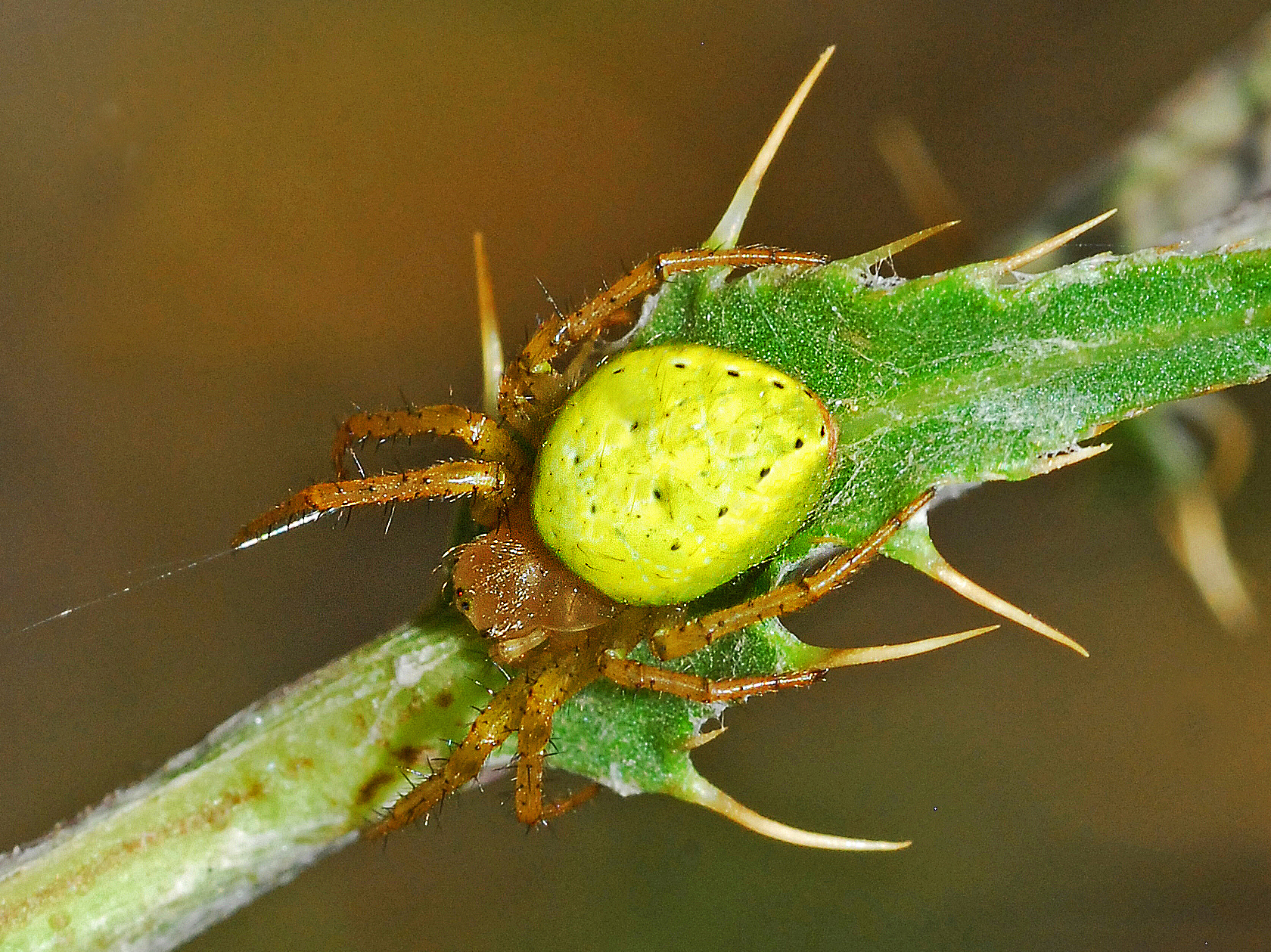
Araneus tbilisiensis, (aujourd'hui Araniella opisthographa)

- Araneus tbilisiensis, (aujourd'hui Araniella opisthographa)Harpactocrates georgicus Mkheidze, 1972
- Brachythele recki Mcheidze, 1983 (mis en synonymie par Zonstein, Kunt & Yağmur en 2018)
- Araneus tbilisiensis (en) Mcheidze, 1997 (mis en synonymie par Zamani, Marusik & Šestáková en 2020)

## Publications
Tamara Mkheidze est l'autrice d'une trentaine de publications dont :

### Ouvrage
- (en) Tamara Mkheidze, Georgian Spiders - Systematics, Ecology, Zoogeographic Review, Tbilisi, Tbilisi University Press, 1997, 390 p.

### Articles
- (ka) Tamara Mkheidze, « A study on spiders distributed in Georgia », Proceeding of the Tbilisi State University, no 21,‎ 1941, p. 99-104
- (ka) Tamara Mkheidze, « New spider species in Georgia », Bulletin of the Georgian State Museum Tbilisi, no 13(A),‎ 1946, p. 285-302